# Julius von Minutoli

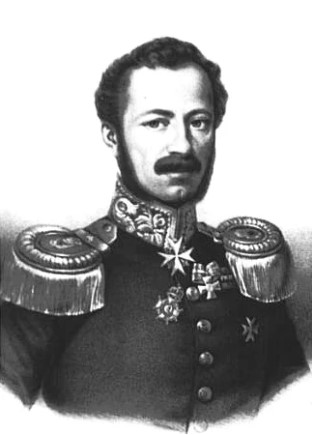
Julius von Minutoli

Julius Rudolph Ottomar Freiherr Menu von Minutoli (* 30. August 1804 in Berlin; † 5. November 1860 in der Karawanserei Kaneh Zenjan bei Schiraz, Persien) war ein preußischer Verwaltungsjurist, Diplomat, Wissenschaftler und Schriftsteller. Er war von 1841 bis 1848 Landrat des Kreises Posen sowie von 1847 bis 1848 Polizeipräsident in Berlin. Von 1859 bis zu seinem Tod war er Ministerresident des Deutschen Zollvereins in Persien. Minutoli gilt als Musterbeispiel eines humanitär aufgeklärten und umfassend gebildeten preußischen Staatsbeamten, er war außerdem ein begabter Zeichner.

## Leben

### Herkunft

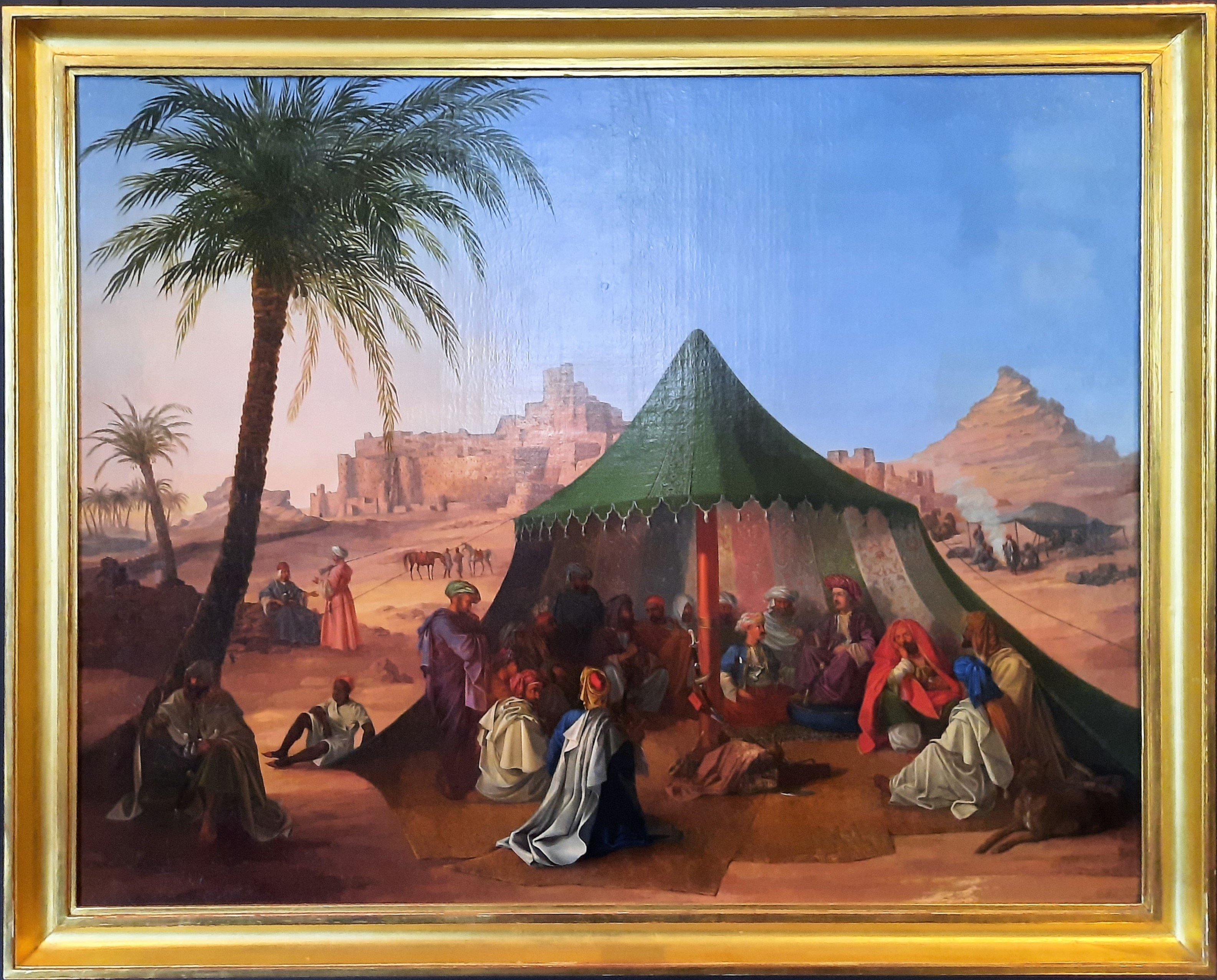
Generalleutnant Minutolli 1820 in der Oase Siwah Gemälde von Louis Faure um 1823

Minutoli war der zweite Sohn von Heinrich Menu, damals einer der Lehrer des Berliner Kadettenkorps, der 1810 zum Erzieher des Prinzen Carl ernannt wurde, seit 1820 den Titel eines Freiherrn von Minutoli führte und sich vor allem als Altertumsforscher einen Namen machte. Seine Mutter war Charlotte von Woldeck (1781–1863), von der sein Vater sich 1812 scheiden ließ und 1820 Wolfardine von der Schulenburg heiratete, die später als Verfasserin eines Reiseberichts über Ägypten bekannt wurde. Da die Familie seit 1810 im königlichen Alten Palais Unter den Linden 37 wohnte, hatte Julius von Minutoli von früh auf persönlichen Umgang auch mit dem Kronprinzen, dem nachmaligen Friedrich Wilhelm IV.

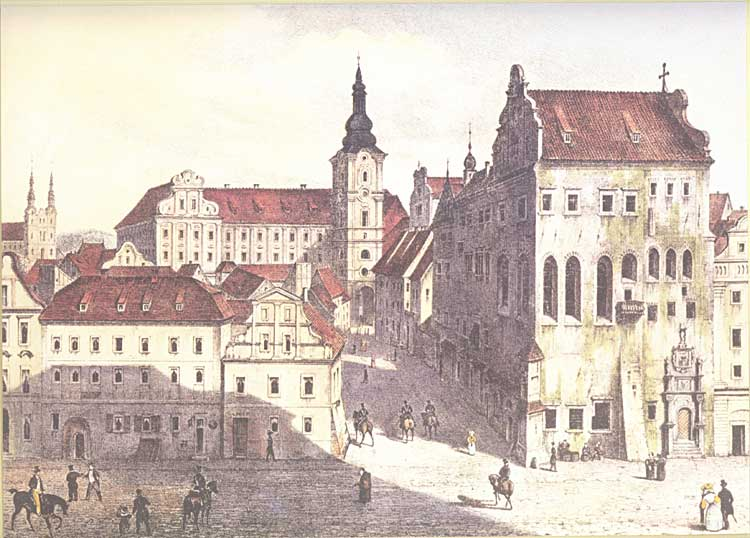
Julius von Minutoli, kolorierte Lithographie des Posener Stadtschlosses der Familie Gorka (1833)

### Werdegang
Julius von Minutoli studierte in Berlin und Heidelberg Rechts- und Kameralwissenschaften. 1824 wurde er beim Corps Saxo-Borussia Heidelberg rezipiert. Zwischen 1828 und 1830 trat er in den preußischen Staatsdienst ein, zunächst als Kammergerichtsassessor in Koblenz, wo seine Schrift Über das römische Recht auf dem linken Rheinufer (Berlin, 1831) entstand. 1832 wurde er als Regierungsrat nach Posen versetzt und dort 1839 zum Polizeipräsidenten und Landrat ernannt.
Dienstlich erwarb er sich unter anderem durch die Aufdeckung mehrerer polnischer Aufstandsversuche große Anerkennung in der Verwaltung, aber auch in der polnischen und deutschen Bevölkerung soll er wegen seiner Toleranz und seiner gesellschaftlichen und kulturellen Aktivitäten geschätzt gewesen sein. 1842 wurde er zum Dr. jur. promoviert und zeitweise mit Aufgaben im Preußischen Ministerium des Innern betraut, bald darauf aber wieder nach Posen zurückgeschickt. Als Ergebnis einer dienstlichen Reise durch Europa und Nordafrika veröffentlichte er 1843 seine Schrift über Die neuen Straf- und Besserungssysteme, die er in Algerien, Spanien, Portugal, England, Frankreich und Holland besichtigt hatte. Darin zeigte er sich als Menschenrechtler. Er traf sich 1842 heimlich mit dem von Berberstämmen Westalgeriens gewählten Abd el-Kader. In seinem Zeichenbuch, das er dem preußischen König zeigte, deckte er die Methoden der französischen Invasoren auf, die u. a. Brunnen der Einheimischen zerstörten und Straßen über deren Totenäcker bauten.
1847 wurde er von Friedrich Wilhelm IV. zum Polizeipräsidenten von Berlin ernannt, 1848 zum Regierungsrat, I. Klasse. Während der Märzrevolution 1848 konnte er zuerst mäßigend auf die Aufständischen einwirken, den Ausbruch der Gewalttätigkeiten konnte er auf Dauer jedoch nicht verhindern. Durch seine maßvolle Haltung erregte er das Missfallen der erstarkenden reaktionären Kräfte. Als Folge des Zeughaussturms trat er am 27. Juni 1848 von seinem Posten als Polizeipräsident zurück. Er erfüllte Sonderaufträge im Ausland.
Minutoli war seit 1834 mit Freiin Mathilde von Rotenhan (1812–1878) verheiratet, mit der er vier Kinder hatte. Nach seinem Rücktritt übersiedelte er mit seiner Familie nach Franken und lebte dort wahrscheinlich auf den Stammsitz seiner Frau in Rentweinsdorf und in Bamberg. Während dieser Zeit entstanden unter anderem seine Studien zur Geschichte der Hohenzollern und Brandenburgs sowie seine Lebenserinnerungen, die in Preußen verboten wurden.
Nachdem er seit seinem Rücktritt ohne offizielle Anstellung gewesen war, trat er 1851 in den generalkonsularischen, zeitweise auch als Stellvertreter in den diplomatischen Dienst. Als Preußischer Generalkonsul für Spanien und Portugal unternahm er von Barcelona oder Puerto de Santa Maria aus zahlreiche Dienstreisen durchs ganze Land, u. a. zu den Balearen, den Canarischen Inseln und Madeira. Die Ergebnisse veröffentlichte er anschließend in seinen Büchern zu Spanien und Portugal und den Kanarischen Inseln sowie anonym in verschiedenen Zeitungen, unter anderem der Leipziger Illustrierten Zeitung und der Augsburger Allgemeinen Zeitung. Er sammelte im Ausland Kunstgewerbe für das Museum Minutoli in Liegnitz, das von seinem jüngeren Bruder Alexander im Schloss als 1. Kunstgewerbemuseum der Welt aufgebaut worden war. Sein Bruder Alexander veröffentlichte Fotografien seiner Sammlungsstücke, u. a. Prachtbände, Bücher mit europäischer Miniaturmalerei auf Pergament, Buchdeckel armenischer Bücher, Siegel von Königen und Kaisern, Kirchenkunst, Musik-Instrumente. 1859 kehrte Julius nach Berlin zurück. Er wurde im Dezember 1859 als 1. Preußischer Ministerresident und Generalkonsul der deutschen Zollvereinsstaaten für mehrere Jahre nach Persien entsandt. Er starb jedoch schon am 5. November 1860 auf der Rückkehr von einer Dienstreise an den Persischen Golf in der Karawanserei Kanesenjan bei Schiraz. Im Beisein seines Neffen Wilhelm von Grolman wurde er von der armenischen christlichen Gemeinde auf deren Friedhof in Schiraz bestattet. 1940 wurden seine Gebeine auf den Friedhof für Ausländer in Teheran umgebettet. Sein Grabstein steht heute in der Deutschen Botschaft in Teheran.

### Kulturelle Verdienste
Julius von Minutoli fertigte bereits während seiner Posener Zeit und ebenso auf seinen späteren Reisen von Personen, Bauwerken und Ereignissen zahlreiche Skizzen an, die er zum Teil in den Handel brachte, in einigen Fällen auch Friedrich Wilhelm IV. schenkte, und mit denen er sich bis heute einen Namen als Zeichner machte. Neun seiner Lithographien veröffentlichte die Stadt Posen im Jahr 2000 in einer großformatigen Mappe. Zwei seiner Zeichenbücher wurden 2013 veröffentlicht.
Seit seiner Zeit in Franken unterhielt er enge Kontakte zu den wissenschaftlich und kulturell führenden Kreisen Bambergs. Er war Mitglied in der Naturforschenden Gesellschaft und des Historischen Vereins und stiftete dem Naturalienkabinett, dem heutigen Naturkundemuseum, ebenso wie auch anderen Museen zahlreiche Exponate. Er unterhielt umfangreiche Korrespondenzen unter anderem mit dem in Bamberg wohnhaften „Preußischen Hof-Modelleur“ Carl Schropp, dem Sammler und Weltenbummler Emil Marschalk von Ostheim und dem Archivar Paul Oesterreicher (1766–1839).
Im Mai 1860 wurde eine auf den Kanarischen Inseln wachsende Lavendelart von dem Botaniker Carl Bolle ihm zu Ehren als „Lavandula minutolii“ benannt.

### Familie
Er heiratete am 22. November 1834 in Berliner Jerusalemkirche Mathilde Henriette Wilhelmina Caroline Marie Auguste Freiin von Rotenhan (* 19. Mai 1812; † 28. März 1878), eine Tochter des Sigismund Johann Christoph Friedrich Freiherr von Rotenhan (1761–1826). Das Paar hatte folgende Kinder:
- Hedwig Sophie Luise Henriette (12. August 1836; † 12. Oktober 1917)
- Sophie Luise Henriette Thusnelda (* 14. Dezember 1837; † 14. September 1927)
- Arthur Heinrich Carl Sigismund (* 28. Januar 1840; † 19. Februar 1883), Hauptmann im 5. Badischen Infanterie-Regiment Nr. 113, seit 1. Juli 1866 Freiherr von Minutoli, seit 29. Juni 1868 Freiherr von Minutoli-Woldeck ⚭ 25. Mai 1877 Freiin Anna von Minutoli-Woldeck (* 28. Februar 1856; einzige Tochter von Alexander Freiherr von Minutoli-Woldeck).[8] Die Witwe heiratete Joachim von Pfeil und Klein Ellguth.
- Maria Ida Agnes Gerhardine (* 11. August 1845; † 27. Mai 1918)

## Werke
- Über das römische Recht auf dem linken Rheinufer. Berlin 1831.
- Mitarbeit am Berliner Kalender für das Gemein-Jahr 1839, mehrere Kupfer und Erläuterungen der Kupfer, Berlin 1839.
- Statistik des Kreises Posen, W. Decker & Comp., Posen 1840. (PDF/Digitalisat)
- Die neuen Straf- und Besserungssysteme. Erinnerungen von einer Reise durch bemerkenswerte Gefängnisse in Algier, Spanien, Portugal, England, Frankreich und Holland. Berlin 1843.
- Die Mark Brandenburg, Berlin und Köln im Jahr 1451. Berlin 1850, (3. Auflage 1853)
- Die weiße Frau. Alexander Duncker sen., Berlin 1850 (Digitalisat).
- Friedrich I. Kurfürst von Brandenburg und Memorabilia aus den Quellen des Plassenburger Archivs. Berlin 1850.
- Das kaiserliche Buch des Markgrafen Albrecht Achilles – Kurfürstliche Periode von 1470–1486. F. Schneider & Comp., Berlin 1850. (Digitalisat)
- Erinnerungen aus meinem Leben, III. Teil, Vergebliche Versuche zur verheißenen Wiederanstellung. Bamberg 1850.
- Die Kanarischen Inseln, ihre Vergangenheit und Zukunft. Berlin 1854.
- Spanien und seine fortschreitende Entwickelung. Berlin 1852. (Digitalisat)
- Altes und Neues aus Spanien. 2 Bände, Berlin 1854.
- Portugal und seine Kolonien 1854. Stuttgart 1855.
- Alt-Posen. Ansichten der Stadt Posen aus dem Jahre 1833 mit Einleitung und Erläterungen von Arthur Kronthal. Philippsche Buchhandlung, Posen 1917. (Lithographien nach den Zeichnungen von Julius von Minutoli)
- Poznań – Julius von Minutoli. Von Magdalena Warkoczewska (Text) u. a. (poln., dt., engl., franz.) Wydawnictwo Miejskie, Poznań 2000, ISBN 83-87847-39-9.

## Genealogie (Auszug)
- Gothaisches Genealogisches Taschenbuch der Freiherrlichen Häuser 1874. Vier und zwanzigster Jahrgang, Justus Perthes, Gotha 1873, S. 465 f.
- Gothaisches Genealogisches Taschenbuch der Freiherrlichen Häuser 1878. Acht und zwanzigster Jahrgang, Justus Perthes, Gotha 1877, S. 504.
- Karl Wippermann: Minutoli, Julius Freiherr v. In: Allgemeine Deutsche Biographie (ADB). Band 21, Duncker & Humblot, Leipzig 1885, S. 772–776.
- Gothaisches Genealogisches Taschenbuch der Freiherrlichen Häuser 1893. Dreiundvierzigster Jahrgang, Justus Perthes, Gotha 1892, S. 596.

## Ausstellungen
- „In der Keimzeit der Demokratie Berliner Polizeipräsident – Julius von Minutoli zum 200. Geburtstag“. Zentrum für Berlin-Studien, Breite Straße 36 Berlin. (30. August 2004 bis 29. Januar 2005)
- „Julius von Minutoli (1804–1860) rysownik – policjant – dyplomata“. Biblioteka Raczynskich – Muzeum Literackie H. Sienkiewicza, Poznań (Posen/Polen), Stary Rynek 84. (1. bis 31. März 2005)
- „Zwischenstation in Bamberg: Julius von Minutoli (1804–1860) zwischen Berlin und Persien“. Ausstellung im Stadtarchiv Bamberg, 16. November 2005 bis 27. Januar 2006;
- „In der Keimzeit der Demokratie Berliner Polizeipräsident – Julius von Minutoli“, Ausstellung im Foyer des Berliner Polizeipräsidiums, 20. Juli bis 10. August 2006.